# Liste der denkmalgeschützten Objekte in Breitenbach am Inn
Die Liste der denkmalgeschützten Objekte in Breitenbach enthält die 11 denkmalgeschützten, unbeweglichen Objekte der Tiroler Gemeinde Breitenbach am Inn.

## Denkmäler
| Foto  |                 | Denkmal | Standort                                            | Beschreibung | Metadaten |
| ----- | --------------- | --- | --------------------------------------------------- | --- | --- |
| ja    | Datei hochladen | Hl. Johannes Nepomuk-Bildstock an der Innbrücke HERIS-ID: 106674 Objekt-ID: 123871 TKK: 2671                     | Ausserdorf 1a, in der Nähe Standort KG: Breitenbach | Der Bildstock an der Innbrücke wurde 2014 anstelle eines hölzernen Bildstocks von 1884 errichtet. Das dreiseitige Betongehäuse mit Überdachung und Kreuz beherbergt eine Schnitzfigur des hl. Johannes Nepomuk. | BDA-Hist.: Q37808355 Status: § 2a Stand der BDA-Liste: 2025-06-30 Name: Hl. Johannes Nepomuk-Bildstock an der Innbrücke GstNr.: 3461/3                                                                                  |
| ja BW | Datei hochladen | Kath. Pfarrkirche hl. Petrus und Friedhof mit Kriegerdenkmal HERIS-ID: 55312 Objekt-ID: 63918 TKK: 2646, 44958   | bei Dorf 96 Standort KG: Breitenbach                | → Hauptartikel : Pfarrkirche Breitenbach am Inn f1 | BDA-Hist.: Q15840285 Status: § 2a Stand der BDA-Liste: 2025-06-30 Name: Kath. Pfarrkirche hl. Petrus und Friedhof mit Kriegerdenkmal GstNr.: .1, 2, 13, 5336/5 Sankt Peter (Breitenbach am Inn)                         |
| ja    | Datei hochladen | Widum Breitenbach mit Treppenanlage HERIS-ID: 106651 Objekt-ID: 123845 TKK: 2693                                 | Dorf 100 Standort KG: Breitenbach                   | Der dreigeschoßige Mauerbau über Mittelflurgrundriss mit Satteldach wurde um 1730 errichtet und erhielt um 1890 seine heutige Form. 1959 wurde die Giebelfassade in barocker Formensprache neu stuckiert. Aufgrund der Hanglage ist im Süden traufseitig das hohe gemauerte, mit Beton verstärkte Kellergeschoß sichtbar. Das Haus ist giebelseitig über eine monumentale Freitreppe und ein breites Korbbogenportal mit Hausteingewände und betonten Kämpfersteinen erschlossen. Das Portal ist mit mächtigen Stuckpilastern, einem Segmentbogengiebel und einem Muschelornament umrahmt, im Giebelfeld befinden sich ein geschwungenes Stuckband und ein Fresko mit dem Tod des hl. Franz Xaver. | BDA-Hist.: Q37808267 Status: § 2a Stand der BDA-Liste: 2025-06-30 Name: Widum Breitenbach mit Treppenanlage GstNr.: 11/1 Widum (Breitenbach am Inn)                                                                     |
| ja    | Datei hochladen | Kämpferkapelle HERIS-ID: 41667 Objekt-ID: 42216 TKK: 2710                                                        | Dorf 134 Standort KG: Breitenbach                   | Die offene, gemauerte Kapelle mit leicht eingezogener, halbrunder Apsis und Satteldach wurde Anfang des 19. Jahrhunderts errichtet. Die Fassaden sind durch Pilaster mit Kapitellen sowie profilierten Stuckrahmungen der Maueröffnungen gegliedert. An der Giebelseite befindet sich eine große Segmentbogenöffnung mit halbhohem Schmiedeeisengitter, im Giebelfeld darüber ein Marienmonogramm. | BDA-Hist.: Q38002138 Status: Bescheid Stand der BDA-Liste: 2025-06-30 Name: Kämpferkapelle GstNr.: 27/1 Kämpferkapelle, Breitenbach am Inn                                                                              |
| ja    | Datei hochladen | Firstwaldkapelle / Firstkapelle / Kapelle Ramsau HERIS-ID: 106669 Objekt-ID: 123866 TKK: 2708                    | First 30, in der Nähe Standort KG: Breitenbach      | | BDA-Hist.: Q37808324 Status: § 2a Stand der BDA-Liste: 2025-06-30 Name: Firstwaldkapelle / Firstkapelle / Kapelle Ramsau GstNr.: 2749/1 Firstwaldkapelle, Breitenbach am Inn                                            |
| ja    | Datei hochladen | Antoniuskapelle HERIS-ID: 106658 Objekt-ID: 123855 TKK: 2709                                                     | neben Haus 25 Standort KG: Breitenbach              | | BDA-Hist.: Q37808290 Status: § 2a Stand der BDA-Liste: 2025-06-30 Name: Antoniuskapelle GstNr.: .247 Antoniuskapelle, Straßmühle                                                                                        |
| ja    | Datei hochladen | Mariahilfkapelle HERIS-ID: 106659 Objekt-ID: 123856 TKK: 2705                                                    | Haus 81, in der Nähe Standort KG: Breitenbach       | Die gemauerte Kapelle mit dreiseitigem Chorschluss und Satteldach wurde um 1888 erbaut. Sie ist giebelseitig über eine Segmentbogentür erschlossen. Das Giebelfeld zeigt ein Marienmonogramm in dreieckigem Putzfeld. Das Innere weist ein Tonnengewölbe mit zarten Rankenmalereien auf. | BDA-Hist.: Q37808297 Status: § 2a Stand der BDA-Liste: 2025-06-30 Name: Mariahilfkapelle GstNr.: 6054 Mariahilfkapelle, Haus                                                                                            |
| ja    | Datei hochladen | Gattererkapelle HERIS-ID: 45414 Objekt-ID: 46743 TKK: 2703                                                       | gegenüber Kleinsöll 121 Standort KG: Breitenbach    | Die Kapelle wurde 1717 errichtet und 1948 aus verkehrstechnischen Gründen um ca. 4 m versetzt. Die gemauerte Kapelle mit halbrund schließender Apsis und Satteldach ist giebelseitig über eine Rundbogentür erschlossen, darüber befindet sich eine Rundbogennische mit Muschelbaldachin und Marienfigur, im Giebelfeld eine Rechtecköffnung und eine Kartusche mit der Jahreszahl 1717. Das Innere weist ein Kreuzgratgewölbe über schmalen Konsolen auf. | BDA-Hist.: Q38015651 Status: Bescheid Stand der BDA-Liste: 2025-06-30 Name: Gattererkapelle GstNr.: 5774 Gattererkapelle (Breitenbach am Inn)                                                                           |
| ja    | Datei hochladen | Kath. Filialkirche hl. Johannes der Täufer und ehem. Friedhof HERIS-ID: 55663 Objekt-ID: 64408 TKK: 2694, 115574 | Kleinsöll 137, in der Nähe Standort KG: Breitenbach | → Hauptartikel : St. Johannes der Täufer (Kleinsöll) f1 | BDA-Hist.: Q38067092 Status: § 2a Stand der BDA-Liste: 2025-06-30 Name: Kath. Filialkirche hl. Johannes der Täufer und ehem. Friedhof GstNr.: .579 Filialkirche Hl. Johannes der Täufer (Kleinsöll, Breitenbach am Inn) |
| ja    | Datei hochladen | Thaler-Kapelle HERIS-ID: 46244 Objekt-ID: 47970 TKK: 2702                                                        | Schönau 100, in der Nähe Standort KG: Breitenbach   | Die Kapelle wurde in der zweiten Hälfte des 19. Jahrhunderts anstelle eines Wegkreuzes in barocken Formen erbaut. Die gemauerte Kapelle weist eine halbrunde Apsis und ein Satteldach mit offenem Dachreiter auf. An der Eingangsfassade befindet sich eine Rundbogentür, darüber ein leeres Kartuschenmedaillon, im Giebelfeld eine Rundbogennische mit Schnitzfigur des hl. Leonhard. Das Innere weist ein Tonnengewölbe mit Stichkappen sowie dekorative Wandmalereien und der Darstellung Maria mit Kind und Bauersleuten aus dem 20. Jahrhundert auf. | BDA-Hist.: Q38020152 Status: Bescheid Stand der BDA-Liste: 2025-06-30 Name: Thaler-Kapelle GstNr.: .390 Thalerkapelle (Breitenbach am Inn)                                                                              |
| ja    | Datei hochladen | Antnerkapelle HERIS-ID: 106666 Objekt-ID: 123863 TKK: 2695                                                       | Standort KG: Breitenbach                            | Die 1910 errichtete Kapelle ist ein kleiner gemauerter rechteckiger Kapellenbau mit schindelgedecktem Satteldach über breiter Hohlkehle und kleiner, ebenfalls mit Schindeln bedeckter Rundapsis. Im Giebelfeld über dem Rundbogenportal befindet sich ein Rundmedaillon. Innen eine Stichkappentonne, die Altarwand ist durch eine zentrale breitere Flachbogennische und zwei seitliche Rundbogennischen gegliedert. In die Flachbogennische ist die Lourdesgrotte, teils aus Tuffstein, teils aus gefärbten Natursteinen gebaut. | BDA-Hist.: Q37808316 Status: Bescheid Stand der BDA-Liste: 2025-06-30 Name: Antnerkapelle GstNr.: 4859 Antnerkapelle |